# Komárno
Komárno, ungarisch Komárom (deutsch Komorn) ist eine Stadt in der Slowakei im Nitriansky kraj mit zirka 37.000 Einwohnern (davon 22.452 (60,7 %) ungarisch, 12.960 (35 %) slowakisch (2001)). Sie ist ein Zentrum der ungarischen Minderheit in der Slowakei und Hauptstadt des Okres Komárno.

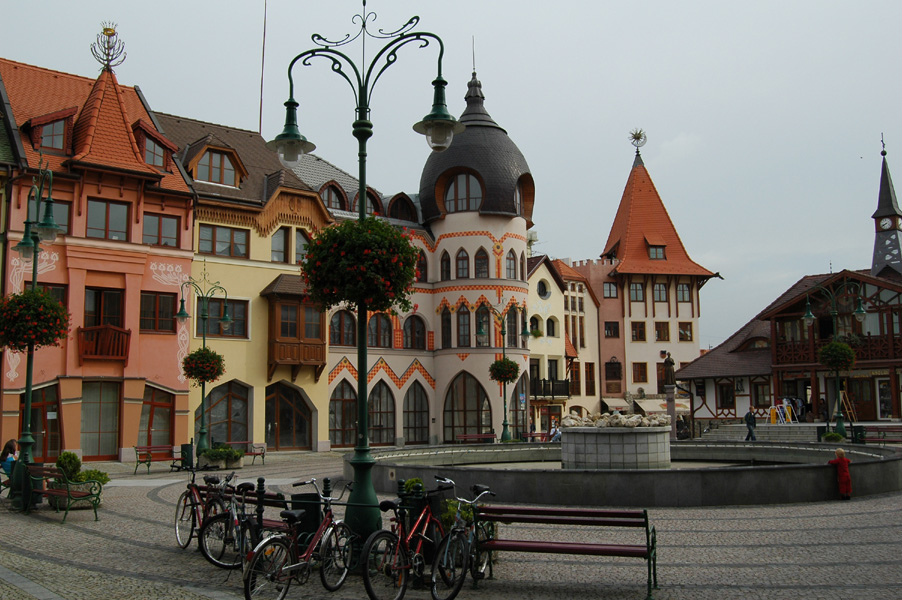
Blick auf den Europaplatz

## Lage

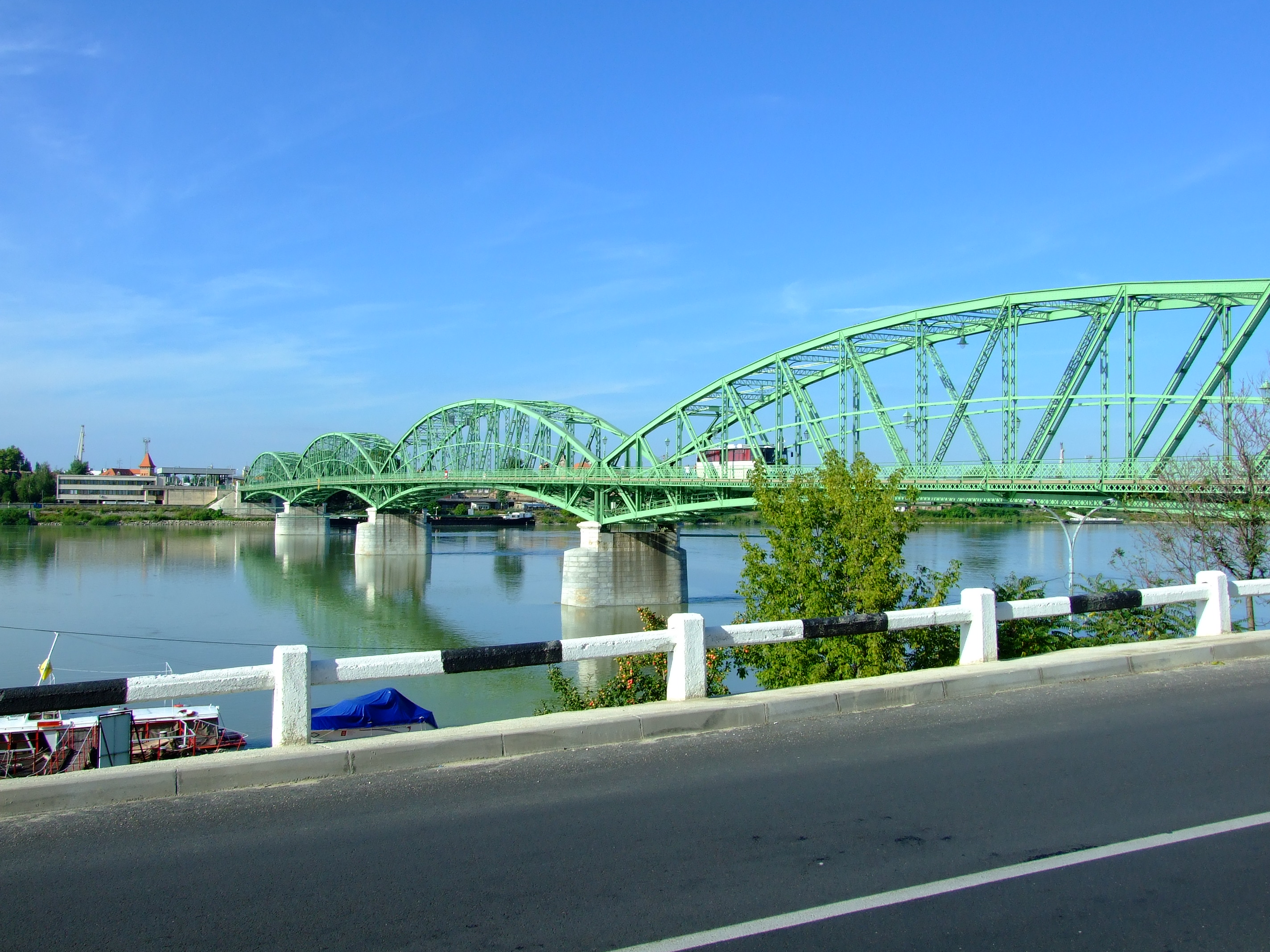
Elisabethbrücke über die Donau

Komárno liegt in der Südslowakei an der Mündung der Waag in die Donau. Die ungarische Stadt auf der anderen Seite ist Komárom, die auch Schwesterstadt ist. Dorthin führt die 1892 eröffnete Elisabethbrücke, weiter auch die Eisenbahnbrücke auf der Bahnstrecke Nové Zámky–Komárom. Drei Kilometer westlich der Altstadt liegt die neue Monostor-Brücke, die am 17. September 2020 dem Verkehr freigegeben wurde.

## Geschichte
Der Ort wurde 1075 zum ersten Mal erwähnt. Komorn war eine der bedeutendsten Festungen des Königreichs Ungarn und zugleich ein Stützpunkt der habsburgischen Donauflottille. Während der Türkenkriege war Komorn wiederholt Ziel von Angriffen osmanischer Armeen, so zum Beispiel 1594, als eine vom Großwesir kommandierte türkische Armee im Rahmen des Langen Türkenkrieges vergeblich versuchte, die Stadt einzunehmen. Tatsächlich sollte Komorn nie von den Osmanen erobert werden.
Auch während des Ungarischen Unabhängigkeitskrieges war Komorn umkämpft. 1849 fanden hier nicht weniger als drei Schlachten zwischen den ungarischen Aufständischen und habsburgischen Truppen statt. Bis 1918 zur Habsburgermonarchie gehörig, wurde die Stadt 1920 (gem. Vertrag von Trianon) zwischen der Tschechoslowakei und Ungarn geteilt, wobei das Stadtzentrum nördlich der Donau zur Tschechoslowakei kam.  Durch den Ersten Wiener Schiedsspruch kam sie von 1938 bis 1945 erneut zu Ungarn. Ende 1938 gab es antisemitische Ausschreitungen, vor allem durch rechtsextreme ungarische Pfeil-Kreuzler. Im Frühsommer 1944 wurde ein Ghetto eingerichtet, in das auch etwa 2.000 Juden aus der Region interniert wurden; die Bewohner wurden im Juni 1944 in das Vernichtungslager Auschwitz-Birkenau deportiert. Insgesamt wurden etwa 1.900 jüdische Bürger ermordet. Ein Mahnmal und Stolpersteine erinnern an die Opfer des NS-Regimes.
Seit 2004 ist die Stadt auch ein akademisches Zentrum als Sitz der ungarischsprachigen János-Selye-Universität.

## Name
Die Burg und die gleichnamige Siedlung wurden erstmals 1075 unter dem Namen Camarum erwähnt. Dieser Name wird üblicherweise vom urslawischen Komrьnъ abgeleitet und mit komár („Mücke“) in Zusammenhang gebracht. Komárno wäre dann also ein „Ort, an dem es viele Mücken gibt“. Der ungarische und der deutsche Name sind später aus der slawischen Namensform entstanden.

## Stadtgliederung
Die Stadt gliedert sich in folgende 2 Katastergebiete und deren Stadtteile:
1. Komárno
  1. Komárno
  2. Kava
  3. Ďulov Dvor (ungarisch Gyulamajor)
  4. Hadovce (ungarisch Gadóc)
  5. Nová Osada (ungarisch Kabátfalu oder Partosújtelep)
  6. Veľký Harčáš (ungarisch Nagyharcsás)
  7. Malá Iža (ungarisch Kisizsa)
  8. Lándor (ungarisch auch Lándorpuszta)
2. Nová Stráž (1980 eingemeindet; deutsch Neudörfel, ungarisch Őrsújfalu)
  1. Nová Stráž
  2. Čerhát (ungarisch Cserhát)
  3. Pavol (ungarisch Pálmajor)

## Militärgeschichte
In der österreich-ungarischen Monarchie war Komorn als Festung eingestuft und dementsprechend mit Truppen belegt. Die Anzahl der aufgelisteten Truppenteile spiegelt die Wichtigkeit wider, welche die k.u.k. Armee diesem „festen Platz“ zugemessen hat. 1914 waren hier stationiert:
- der Stab der 33. Infanteriedivision
- der Stab der 66. Infanteriebrigade
- Stab und 2. Eskadron des Husarenregiments Nr. 5
- das III. Bataillon des ungarischen Infanterieregiments „Parmann“ Nr. 12
- der Stab, I. und IV. Bataillon des ungarischen Infanterieregiments „Freiherr von Schikofsky“ Nr. 83
- der Stab des Festungsartillerieregiments Nr. 6
- das Feldkanonenregiment Nr. 15
- die schwere Haubitzendivision Nr. 5
- die Reitende Artilleriedivision Nr. 5
- das Sappeur-Bataillon Nr. 5

## Bevölkerung
| Jahr:                | 1994.  | 2004.   | 2014.   | 2024.   |
| -------------------- | ------ | ------- | ------- | ------- |
| Anzahl der Personen: | 37.941 | 36.731  | 34.461  | 31.880  |
| Unterschied:         |        | -3,18 % | -6,18 % | -7,48 % |

| Jahr:                | 2023.  | 2024.   |
| -------------------- | ------ | ------- |
| Anzahl der Personen: | 32.114 | 31.880  |
| Unterschied:         |        | -0,72 % |

## Sehenswürdigkeiten

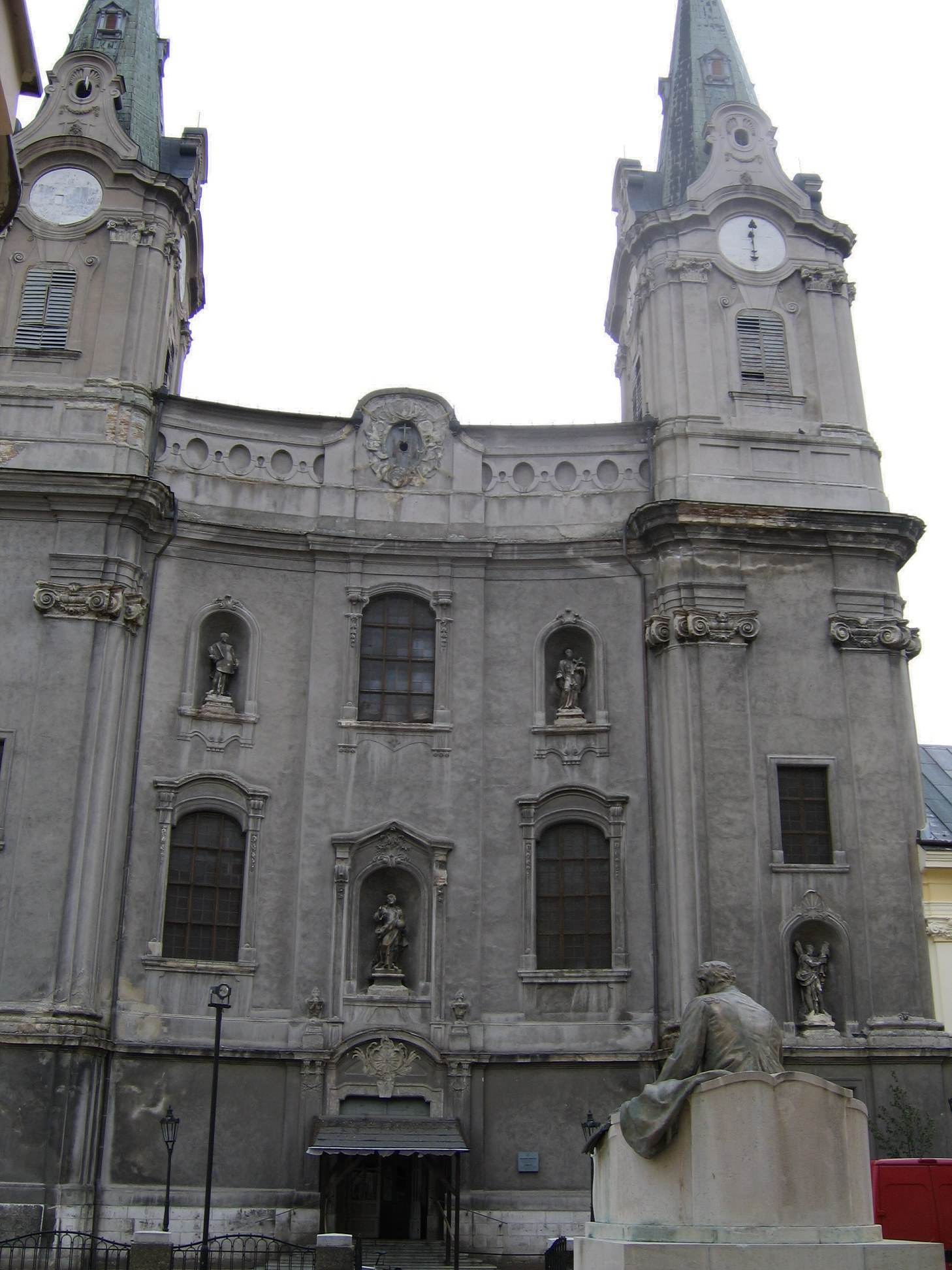
Basilika St. Andreas
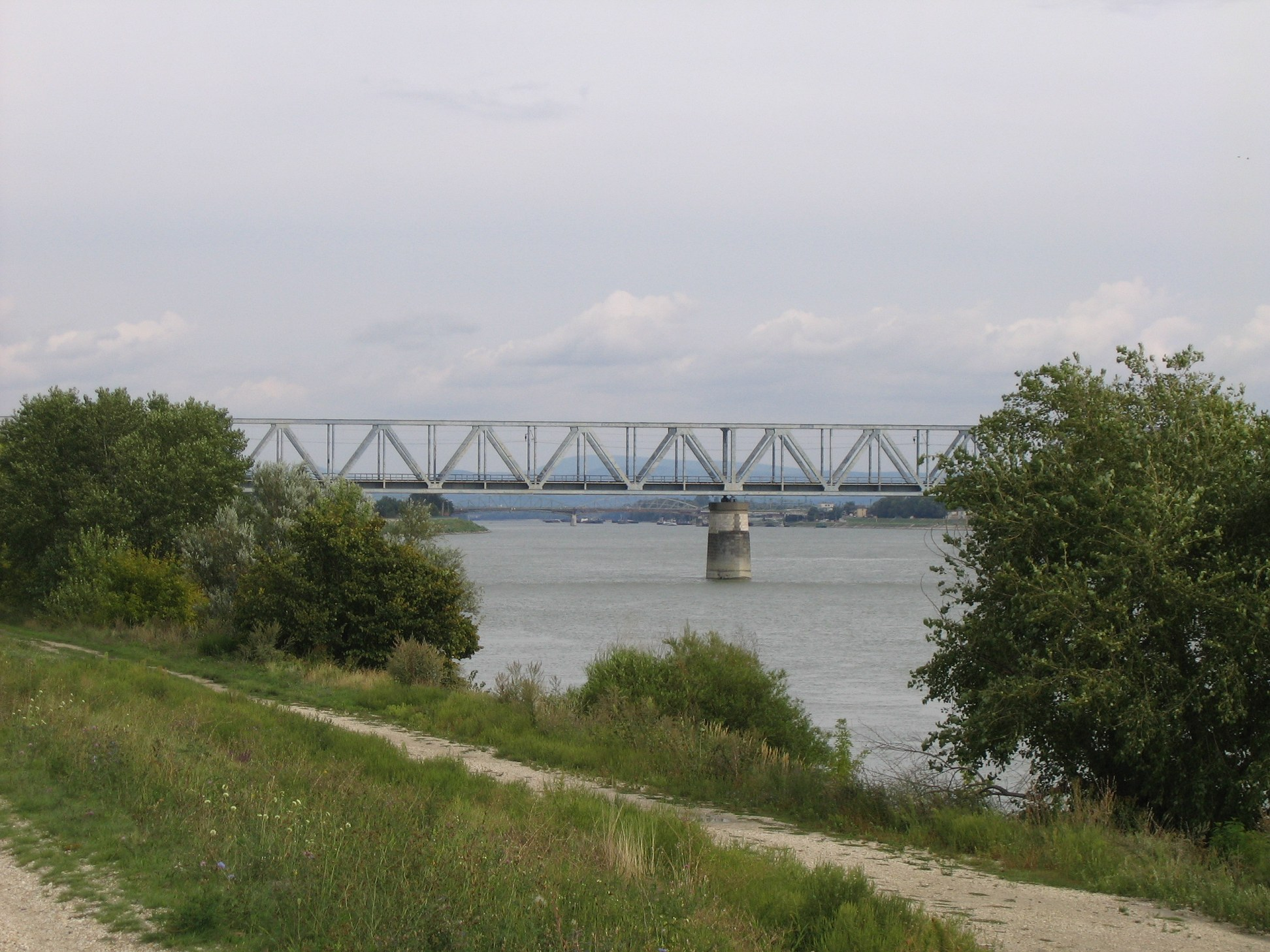
Eisenbahnbrücke
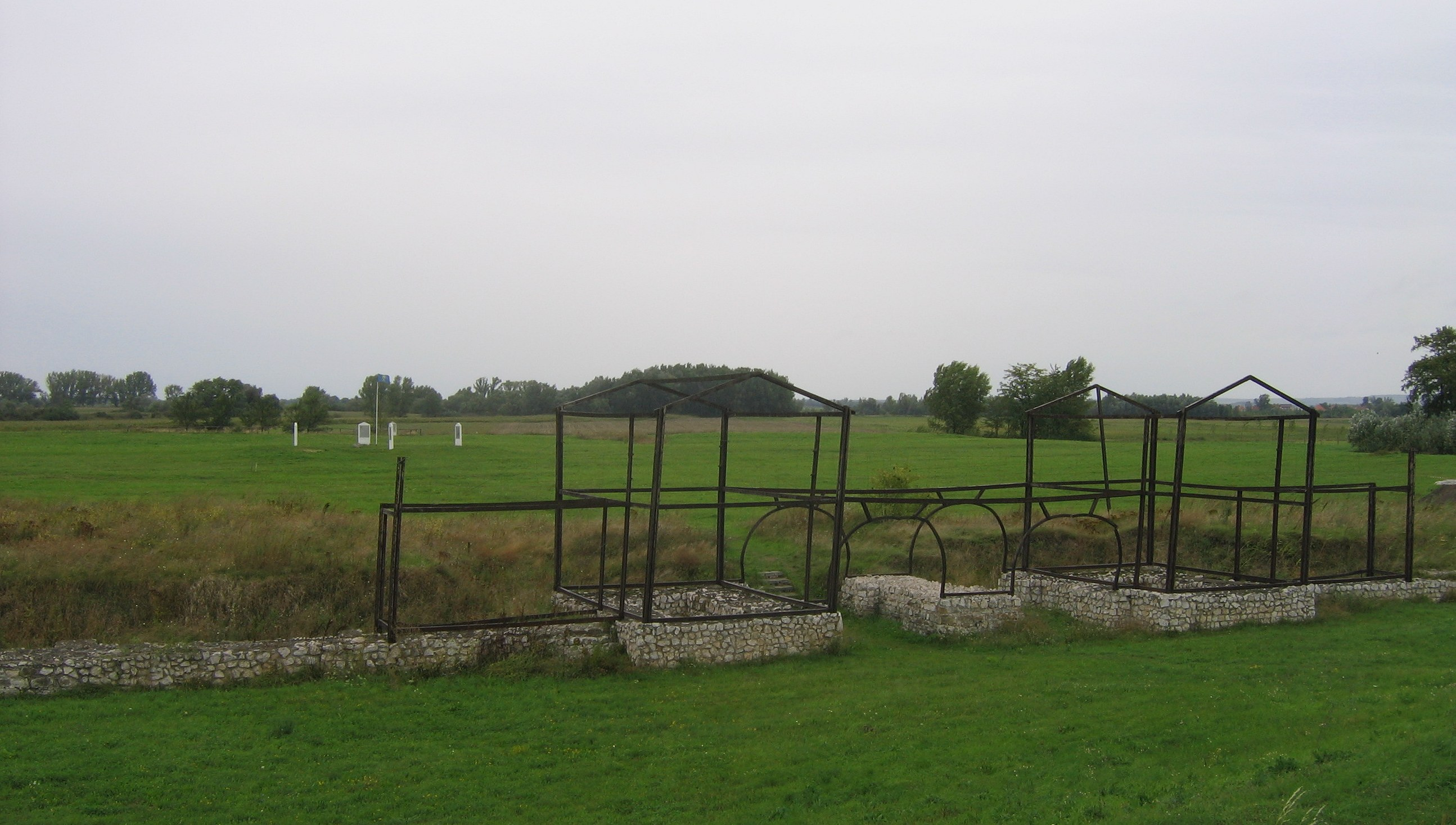
Römerlager Kalamantia
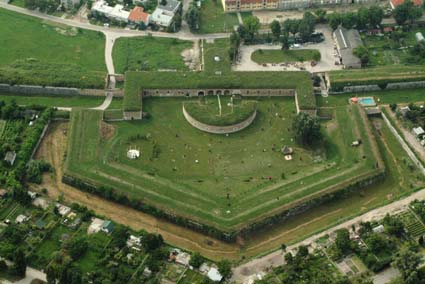
Festungswerk

- Nádvorie Európy (Europaplatz), erbaut 1999–2000, mit 45 Gebäuden, die die Länder Europas darstellen.
- Podunajské múzeum, Museum der ungarischen Kultur und des Donaugebietes, Archäologie, Geschichts- und Volkskunde, Gemälde aus dem 18. und 19. Jahrhundert.
- Barocke Kirche sv. Ondreja (Basilika St. Andreas) – Sie wurde zwischen 1748 und 1756 von den Jesuiten erbaut.
- Das Komorner Festungsystem; Befestigungsanlagen zur Abwehr der Türken. Renaissancefestung aus dem 16. Jahrhundert und Befestigung vom Ende des 17. Jahrhunderts. Diese Anlagen waren seinerzeit die größten der österreichisch-ungarischen Monarchie.
- Überreste des Römerlagers Kalamantia 3 km unterhalb von Komárno, 175 m × 175 m große Anlage mit ehemals 20 Türmen und 4 Toren aus dem 2. bis 4. Jahrhundert n. Chr.

## Städtepartnerschaften
Komárno pflegt Städtepartnerschaften mit:
- Blansko,  Tschechien, seit 2005
- Komárom,  Ungarn, seit 1993
- Kralupy nad Vltavou,  Tschechien, seit 1997
- Lieto,  Finnland, seit 1994
- Sebeș,  Rumänien, seit 2005
- Terezín,  Tschechien, seit 2005
- Weißenfels,  Deutschland, seit 1995

## Söhne und Töchter der Stadt
- Ignaz Bärenkopf (1741–1809), katholischer Hochschullehrer, Titularbischof und Autor
- Adam Botek (* 1997), Kanute
- Kálmán Ghyczy (1808–1888), Jurist und Minister
- Franz Heckenast (1889–1939), österreichischer Offizier und Gegner des Nationalsozialismus
- Dávid Hodek (* 1997), Jazzmusiker
- Mór Jókai (1825–1904), ungarischer Schriftsteller und Journalist
- Vivien Juhászová (* 1993), Tennisspielerin
- Leopold Karl von Kollonitsch (1631–1707), römisch-katholischer Geistlicher, Erzbischof von Gran 1695–1707
- Daniel Končal (* 1982), Volleyballspieler
- Julie Kopacsy-Karczag (1867–1957), ungarische Operettensängerin
- Franz Lehár (1870–1948), österreichischer Komponist ungarischer Herkunft
- Benő Lendvay (1830–1900), Mediziner
- Attila Mocsi (* 2004), ungarischer Fußballspieler
- Carl Freiherr Nagy de Töbör-Ethe (1818–1881), Feldmarschall-Leutnant
- Jana Nagyová (* 1959),  slowakische Schauspielerin und Unternehmerin
- Szilárd Németh (* 1977), slowakischer Fußballspieler ungarischer Nationalität
- Ľudovít Ódor (* 1976), slowakischer Volkswirt und Politiker
- Tamás Priskin (* 1986), ungarischer Fußballspieler
- Ivan Reitman (1946–2022), kanadischer Regisseur und Filmproduzent
- Hans Selye (1907–1982), ungarisch-österreichischer Begründer der Stresstheorie
- Emerich Sinelli (1622–1685), Kapuziner und Bischof von Wien
- Gábor Steiner (1887–1942), Politiker (KPTsch), Opfer des Nationalsozialismus
- Emil Uzelac (1867–1954), General
- Dominika Valachová (* 1986), Volleyballspielerin
- Béla Zsolt (1895–1949), ungarischer Schriftsteller und Journalist